# Hatrize
Hatrize is een gemeente in het Franse departement Meurthe-et-Moselle in de regio Grand Est en maakt deel uit van het arrondissement Briey. De gemeente telde 806 inwoners op 1 januari 2022.

## Geschiedenis
Hatrize maakte deel uit van het kanton Homécourt tot het op 22 maart 2015 werd opgeheven en de gemeenten werden opgenomen in het kanton Jarny.

## Geografie
De oppervlakte van Hatrize bedraagt 7,4 vierkante kilometer; Op 1 januari 2022 was de bevolkingsdichtheid 108,9 inwoners per km². De gemeente ligt aan de Orne.
De onderstaande kaart toont de ligging van Hatrize met de belangrijkste infrastructuur en aangrenzende gemeenten.

## Verkeer en vervoer
In de gemeente ligt spoorwegstation Hatrize.

## Demografie
Onderstaande figuur toont het verloop van het inwonertal.